# Laguna (Nuevo México)
Laguna es un lugar designado por el censo ubicado en el condado de Cíbola en el estado estadounidense de Nuevo México. En el Censo de 2010 tenía una población de 1241 habitantes y una densidad poblacional de 43,78 personas por km².

## Geografía
Laguna se encuentra ubicado en las coordenadas 35°3′33″N 107°25′3″O / 35.05917, -107.41750. Según la Oficina del Censo de los Estados Unidos, Laguna tiene una superficie total de 28,34 km², de la cual 28,33 km² corresponden a tierra firme y (0,03%) 0,01 km² es agua.

## Demografía
Según el censo de 2010, había 1241 personas residiendo en Laguna. La densidad de población era de 43,78 hab./km². De los 1241 habitantes, Laguna estaba compuesto por el 1,29% blancos, el 97,1% eran amerindios, el 0,24% eran de otras razas y el 1,37% pertenecían a dos o más razas. Del total de la población el 5,16% eran hispanos o latinos de cualquier raza.